# Bec-en-faucille de La Condamine
Eutoxeres condamini
Espèce
Répartition géographique
Statut de conservation UICN

 LC  : Préoccupation mineure
Statut CITES
Le Bec-en-faucille de la Condamine (Eutoxeres condamini) est une espèce d’oiseaux appartenant à la famille des Trochilidae.
Le nom de cet oiseau commémore l'explorateur et encyclopédiste français Charles Marie de La Condamine (1701-1774).

## Répartition
Cet oiseau vit en Bolivie, en Colombie, en Équateur et au Pérou.

## Habitat
Il habite les forêts tropicales et subtropicales humides de basse altitude et de montagne.

## Description
Il mesure 13 à 15 cm pour une masse de 10 à 12,5 g chez le mâle et 8 à 10 g chez la femelle.

## Alimentation
Cet oiseau consomme le nectar des fleurs des genres Heliconia et Centropogon ainsi que de petits arthropodes.

## Sous-espèces
D'après Alan P. Peterson, cette espèce est constituée des deux sous-espèces suivantes :
- Eutoxeres condamini condamini (Bourcier), 1851 — du sud-est de la Colombie au nord du Pérou ;
- Eutoxeres condamini gracilis Berlepsch & Stolzmann, 1902 — du centre du Pérou au nord-ouest de la Bolivie.